# CGS-21680
CGS-21680 là một chất chủ vận thụ thể tiểu phần adenosine A2A. Nó thường được biểu hiên dưới dạng muối hydrochloride hữu cơ với trọng lượng phân tử 536,0 g/M. Nó hòa tan đến 3,4 mg/mL trong DMSO và 20 mg/mL trong 45% (w/v) aq 2-hydroxypropyl—cyclodextrin.
Hóa chất này hiện đang được sử dụng bởi các nhà nghiên cứu quan tâm đến việc nghiên cứu truyền dẫn nơ-ron với một chất tương tự đặc hiệu, phân nhóm phụ cho adenosine. Điều này bao gồm nghiên cứu về hô hấp nơi người ta tin rằng các thụ thể A2A có liên quan đến việc tạo nhịp trong phức hợp tiền Bötzinger. Thuốc hiện không được phê duyệt để sử dụng trong khả năng điều trị.